# 토라자족
토라자족은 인도네시아 남술라웨시의 산지 지역의 토착 민족이다. 이들의 인구는 대략 45만명에서 110만이 지방자치단체 타나 토라자 (토라자의 땅)에서 살고 있다.
대부분의 인구는 기독교 신자이며, 일부는 무슬림이며 알룩(aluk, '방법')이라는 토착 애니미즘을 믿는다. 인도네시아 정부는 이 애니미즘 신앙을 '알룩 또 돌로' (Aluk To Dolo, '조상의 방식') 이라고 인정하였다.
'토라자'라는 단어는 부기어의 'to riaja'에서 왔으며, "높은 곳에서 사는 사람들"을 뜻한다. 네덜런드 식민지 정부가 이 사람들을 1909년에 '토라자'라고 명명했다. 토라자족은 특이한 장례 문화를 가진 것으로 잘 알려져 있으며, 바위 절벽에 새겨진 매장지, '통코난'이라는 커다랗고 돌출된 지붕을 갖고 있는 전통 가옥, 화려한 나무 조각들로도 유명하다. 토라자 장례식은 중요한 사회적 행사이며, 일반적으로 수백 명의 사람들이 참석하고 며칠 이상 진행된다.
20세기 이전, 토라자족은 애니미즘 관습이 있고 외부 세계에 의해 상대적으로 때묻지 않은 자주권이 있는 마을에 살았다. 1900년대 초, 네덜란드인 선교사들이 토라자 고원지대에서 이들을 기독교로 개종시키기 위해 포교하였던 것이 첫 접촉이었다. 타나 토라자 지방자치시는 1970년대에 외부에 개방되기도 했으며, 인도네시아 관광의 요소 중 하나가 되었다. 이는 관광개발에 이용되어왔으며, 인류학자들에게 연구되기도 하였다. 관광이 절정에 달했던 1990년대가 되어서는 토라자 사회는 눈에 띄게 바뀌게 되었다. 농경 사회부터 거대한 기독교 사회로, 사회생활과 관습 등이 알룩 또 돌로의 성장에서 벗어났다. 현재는 이주한 토라자족 사람들이 진행한 관광과 얻은 수입은 토라자 고원에 주요한 변화를 일으켰고, 토라자족이 인도네시아 내에서 유명인과 같은 위치에 있게 하여 토라자족들의 자부심을 가지게 하였다.

## 같이 보기
- 인도네시아의 인구